# Gli Occhi Grandi Della Luna
Gli Occhi Grandi Della Luna – siódmy album studyjny włoskiej piosenkarki Alexii. Płyta została wydana 5 lipca 2004 roku i zawiera jedenaście utworów.

## Lista utworów
| Nr  | Tytuł                                  | Długość |
| --- | -------------------------------------- | ------- |
| 1.  | Funky Al Cuore                         | –       |
| 2.  | Quello Che Sento                       | –       |
| 3.  | Se Te Ne Vai Cosi (I Want It To Be Me) | –       |
| 4.  | Brutta Notizia                         | –       |
| 5.  | Gli Occhi Grandi Della Luna            | –       |
| 6.  | Senta Gravita                          | –       |
| 7.  | Come Tu Mi Vuoi (You Need Love)        | –       |
| 8.  | Una Donna Sola                         | –       |
| 9.  | In Volo Noi                            | –       |
| 10. | Senza Un Vincitore                     | –       |
| 11. | You Need Love                          | –       |